# Kim Kluijskens
Kim Kluijskens (IJmuiden, 9 juni 1984) is een Nederlands softballer.
Kluijskens kwam uit voor de verenigingen De Pino's uit IJmuiden, Kinheim te Haarlem en speelt sinds 2001 voor de Sparks uit Haarlem. Ze is eerste honkvrouw en slaat en gooit linkshandig. Kluijskens was lid van het Olympische team dat deelnam aan de zomerspelen van 2008 te Peking. Ze is lid van het Nederlands damessoftbalteam sinds 2001 en heeft tot op heden 80 interlands gespeeld. Kluijskens werkt als administrateur.
Noémi Boekel · 
Marloes Fellinger · 
Sandra Gouverneur · 
Petra van Heijst · 
Judith van Kampen · 
Kim Kluijskens · 
Saskia Kosterink · 
Jolanda Kroesen · 
Daisy de Peinder · 
Marjan Smit · 
Rebecca Soumeru · 
Nathalie Timmermans · 
Ellen Venker · 
Britt Vonk · 
Kristi de Vries